# العنكبوت (مسلسل)
العنكبوت 1973 هو مسلسل مصري أبيض واسود عن قصة للدكتور مصطفى محمود وبطولة محمود المليجي وعزت العلايلي وهو من المسلسلات المصرية القليلة التي تناولت قصة من الخيال العلمي.

## قصه المسلسل
من القلائل المسلسلات التي تناولت أمر الروح والتي اثار جدلا واسع حيث تدور احداث المسلسل حول عالم شاب يظهر في احدي القري المصرية وتناسب ظهوره مع ظهور كثير من حوادث القتل ومع اختفاء الرأس لكل الجثث.

## طاقم العمل
- عزت العلايلي
- مديحة كامل
- محمود المليجي
- تهاني راشد
- نبيل الهجرسي
- وحيد سيف
- فاطمة عمارة
- إحسان شريف
- إبراهيم سكر
- عادل بدر الدين
- إسكندر منسي
- عبدالوهاب خليل
- ليلى صادق
- نوال فهمي
- أبو الفتوح عمارة
- عمر ناجي
- عبدالحميد زكي
- جمال شبل
- رأفت فهيم
- وسيلة حسين
- حافظ أمين
- نبوية سعيد